# Buissoncourt
Buissoncourt est une commune française située dans le département de Meurthe-et-Moselle en région Grand Est.

## Géographie
Buissoncourt se situe à 17,5 km de Nancy par la route. Le village est traversé par la route départementale numéro 126 qui le relie au nord à Réméréville et à l'ouest à Lenoncourt. Une seconde route départementale, la RD 81, démarre de Buissoncourt en direction de Haraucourt-Crévic. Une route communale relie le village à Velaine-sous-Amance.
Le village est à 221 m d'altitude. Le point le plus bas est à 215 m et le plus haut à 250 m. L'ensemble du territoire est relativement plat.
Le territoire comporte une exception géologique sous la forme d'un synclinal, une sorte de plissement que l'on rencontre assez rarement sur ce type de territoire plutôt plat.
| Cerville   | Velaine-sous-Amance | Réméréville   |
|            | Buissoncourt        | Gellenoncourt |
| Lemoncourt | Varangéville        | Haraucourt    |

### Écarts ruraux

#### La Borde

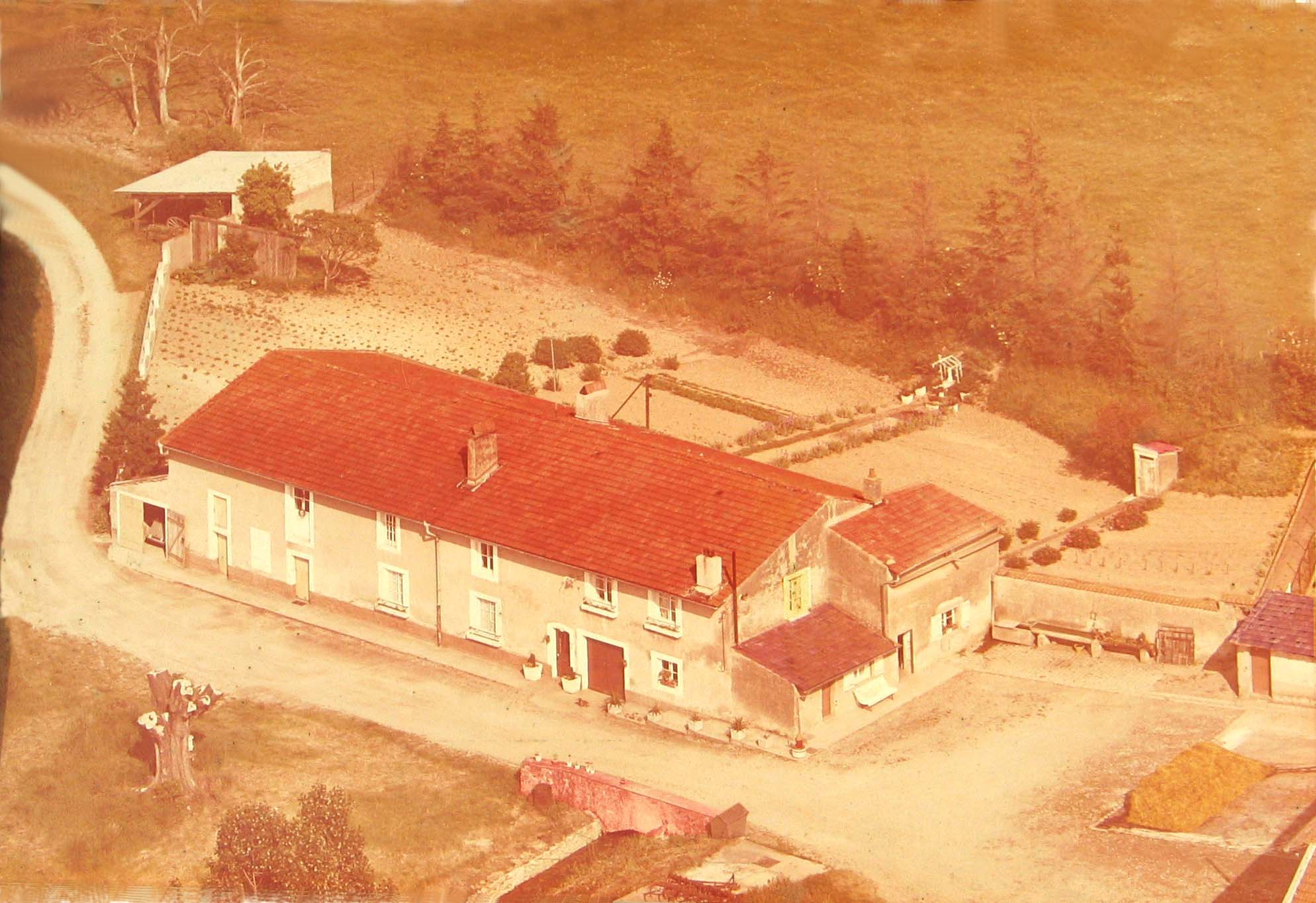
Le moulin de La Borde avant sa démolition

C'était un ancien moulin avec dépendances. L'ensemble était enclavé à l'extrémité Sud-Ouest du territoire communal ayant pour coordonnées 48,668 degrés de latitude et 6,331 degrés de longitude. Le village le plus proche de ce lieu étant Buissoncourt, plusieurs documents historiques le situent sur la commune de Buissoncourt. Il s'agit d'une erreur car ce moulin générateur de redevances seigneuriales a toujours dépendu de la châtellenie de Haraucourt, sur la commune voisine. Bien que les deux territoires soient totalement disjoints (Haraucourt et La Borde), cette situation juridique s'est poursuivie après la Révolution. La commune de Buissoncourt a longtemps revendiqué cette portion de territoire. Dans sa séance du 7 novembre 1874, le conseil général de Meurthe-et-Moselle a voté une délibération tranchant le conflit au profit de Buissoncourt mais cette décision n'a jamais été traduite dans les faits. En 2020, La Borde est toujours sur le territoire de Haraucourt. Les bâtiments de l'ancien moulin ont été démolis vers 1985.

#### Romémont

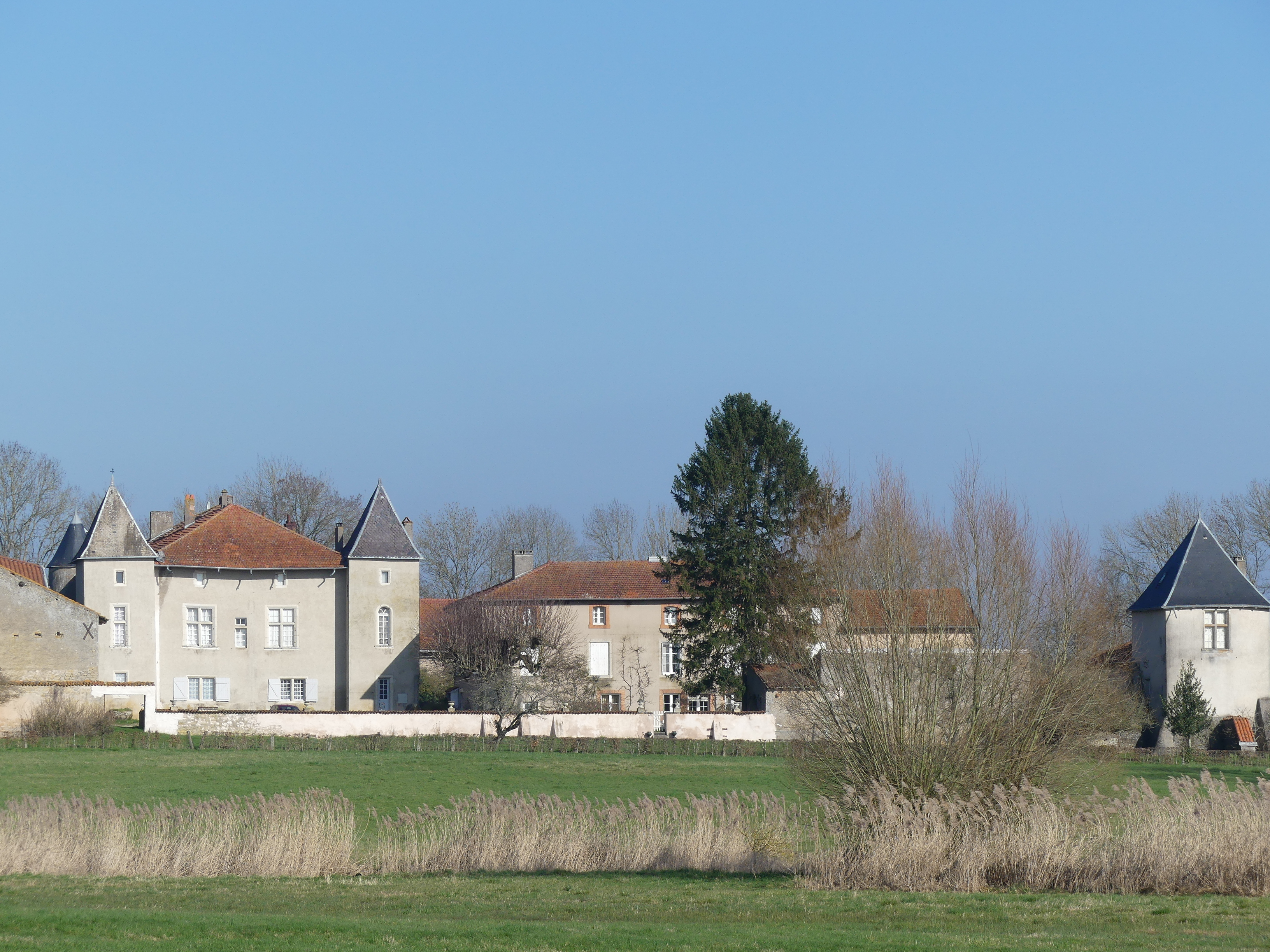
vue d'ensemble du domaine de Romémont

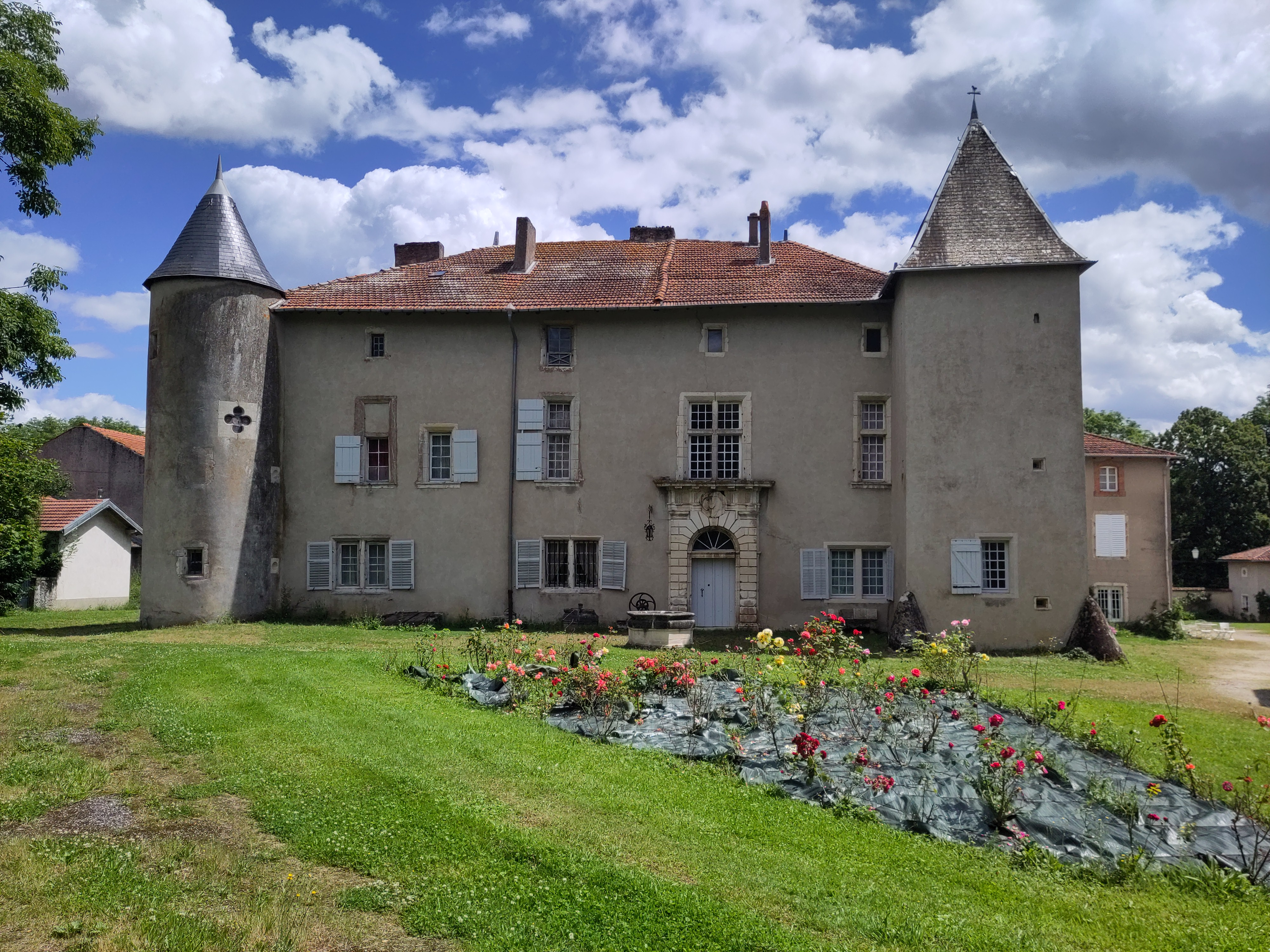
Façade Ouest du château de Romémont

À environ 1,5 km, en direction de Velaine-sous-Amance, le territoire de Buissoncourt comprend le domaine de Romémont. Il s'agit d'un petit château et de ses dépendances construit au XVIIe siècle.
Le site est une propriété privée qui ne se visite pas.
Cet écart ne doit pas être confondu avec « l'ermitage de Romémont » qui, avant sa destruction en 1944, était situé à environ 500 m au Sud du domaine ci-avant mentionné. Ce lieu de culte était parfois appelé « la basse Romémont » dans les documents anciens.

### Hydrologie
La petite rivière La Roanne, anciennement appelée la Pissotte comme l'atteste la première version des cartes d'État-Major, matérialise la séparation de sud-est à sud ouest avec le territoire de Haraucourt. La pente dominante du territoire de Buissoncourt étant dans le sens nord vers sud, la Roanne draine la totalité du territoire communal. Au début des années 2000, elle était encore polluée par les rejets d'effluents des communes riveraines. La communauté de communes détentrice de la compétence « assainissement des eaux usées » a d'abord construit une station d'épuration intercommunale traitant les eaux de Buissoncourt, Lenoncourt et Haraucourt sur la partie sud du territoire de Buissoncourt, en direction de Varangéville. Les coordonnés géographiques de cette installation sont 48,672 degrés de latitude et 6,333 degrés de longitude. La collectivité a continué avec la construction de stations d'épuration à Gellenoncourt et à Réméréville. Ces investissements ont très nettement amélioré la qualité de l'eau de la Roanne. Ils devraient être complétés par une renaturation des ruisseaux affluents.
Malheureusement ces efforts sont en partie anéantis par des pollutions industrielles répétées sous forme de fuites de la canalisation de saumure qui suit le lit de la Roanne et de résurgences d'eau salée provoquées par l'industrie. En observant la vallée de la Roanne sur les photos aériennes, on voit que la prairie est ponctuée de zones grises ou jaunâtres marquant la pollution à la saumure. La rupture de conduite d'août 2017 a encore aggravée la situation en détruisant plusieurs kilomètres de ripisylves et en provoquant la mort de la majeure partie des poissons qui avaient recolonisés le cours d'eau.

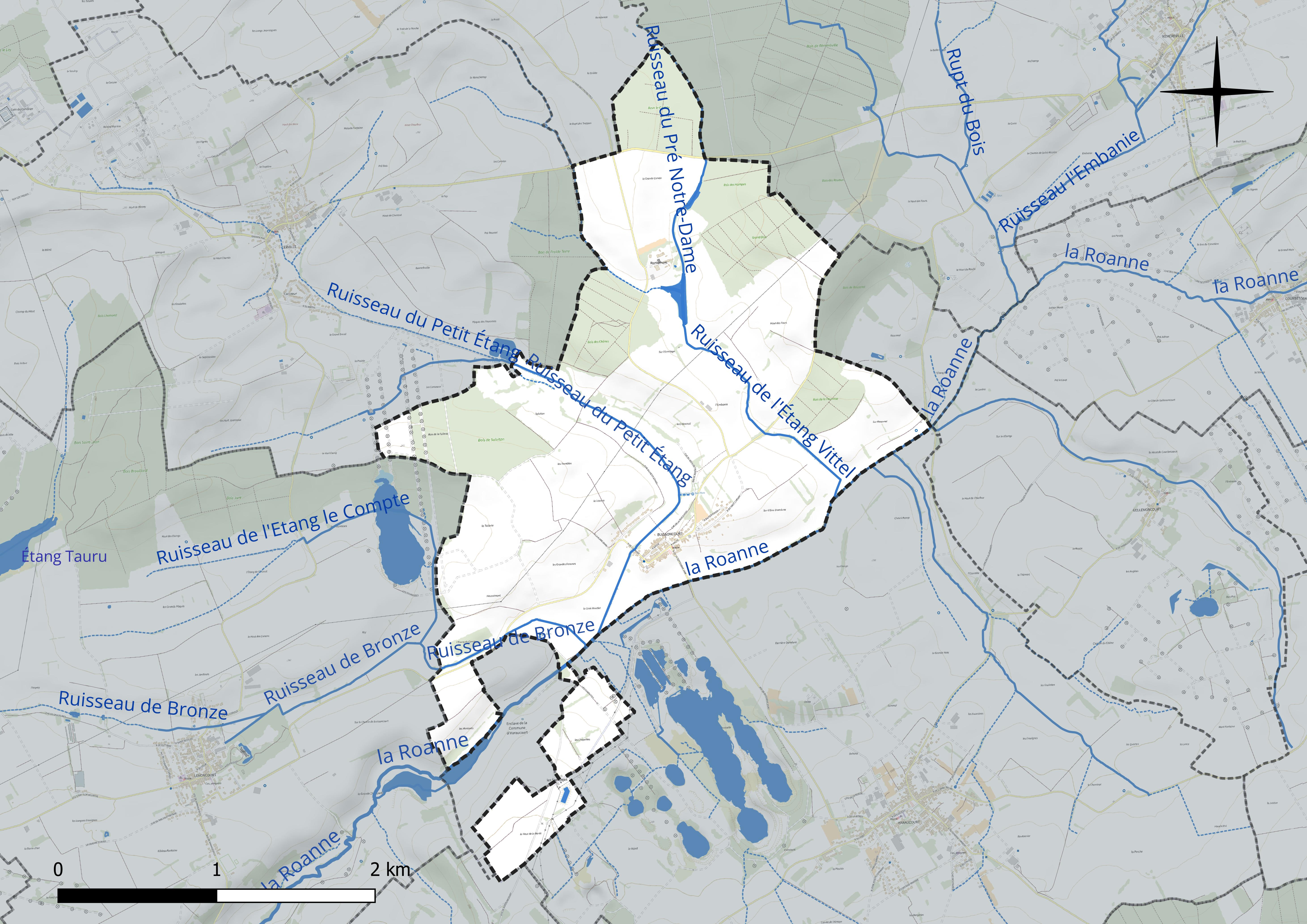
Réseau hydrographique de Buissoncourt.

### Climat
Pour des articles plus généraux, voir Climat du Grand Est et Climat de Meurthe-et-Moselle.
En 2010, le climat de la commune est de type climat océanique dégradé des plaines du Centre et du Nord, selon une étude du Centre national de la recherche scientifique s'appuyant sur une série de données couvrant la période 1971-2000. En 2020, Météo-France publie une typologie des climats de la France métropolitaine dans laquelle la commune est exposée à un climat semi-continental et est dans la région climatique  Lorraine, plateau de Langres, Morvan, caractérisée par un hiver rude (1,5 °C), des vents modérés et des brouillards fréquents en automne et hiver.
Pour la période 1971-2000, la température annuelle moyenne est de 9,8 °C, avec une amplitude thermique annuelle de 17 °C. Le cumul annuel moyen de précipitations est de 741 mm, avec 11,8 jours de précipitations en janvier et 9,4 jours en juillet. Pour la période 1991-2020, la température moyenne annuelle observée sur la station météorologique de Météo-France la plus proche, « Nancy-Essey », sur la commune de Tomblaine à 9 km à vol d'oiseau, est de 11,0 °C et le cumul annuel moyen de précipitations est de 746,3 mm. 
La température maximale relevée sur cette station est de 40,1 °C, atteinte le 24 juillet 2019 ; la température minimale est de −24,8 °C, atteinte le 21 février 1956,,.
Les paramètres climatiques de la commune ont été estimés pour le milieu du siècle (2041-2070) selon différents scénarios d'émission de gaz à effet de serre à partir des nouvelles projections climatiques de référence DRIAS-2020. Ils sont consultables sur un site dédié publié par Météo-France en novembre 2022.

## Urbanisme

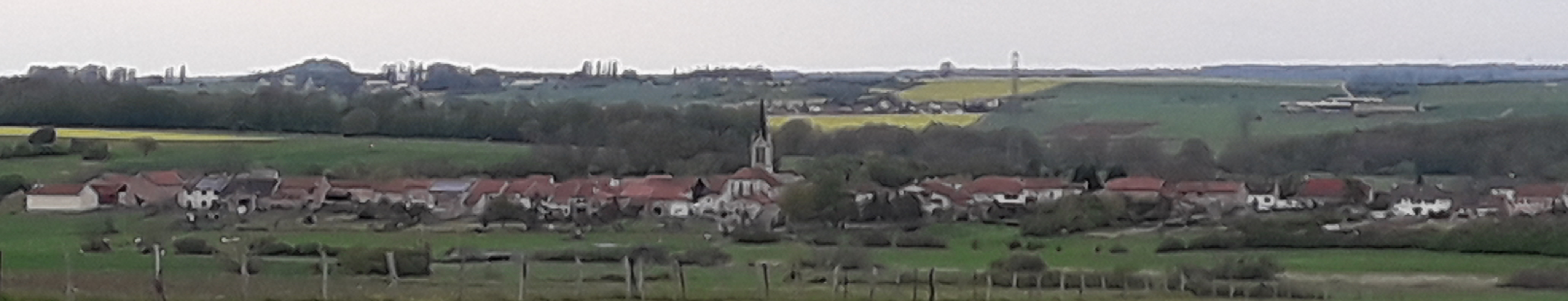
Le village vu depuis Domêvre.

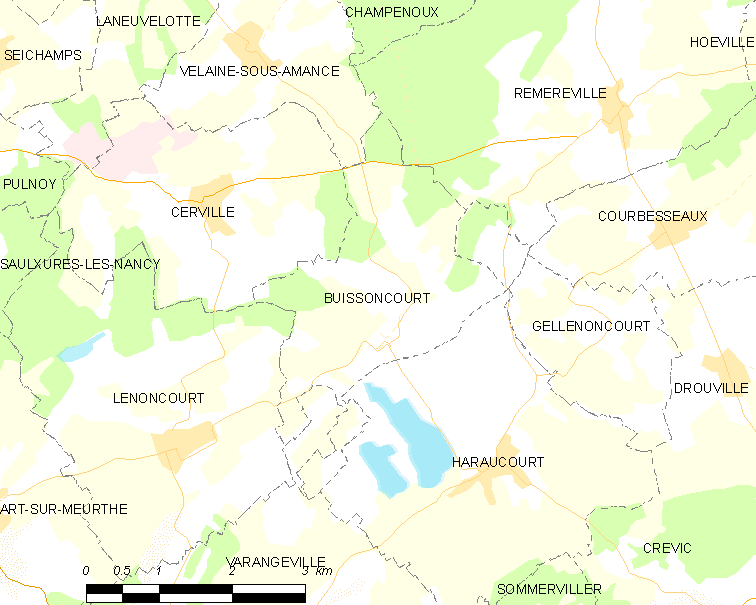
Carte de la commune.
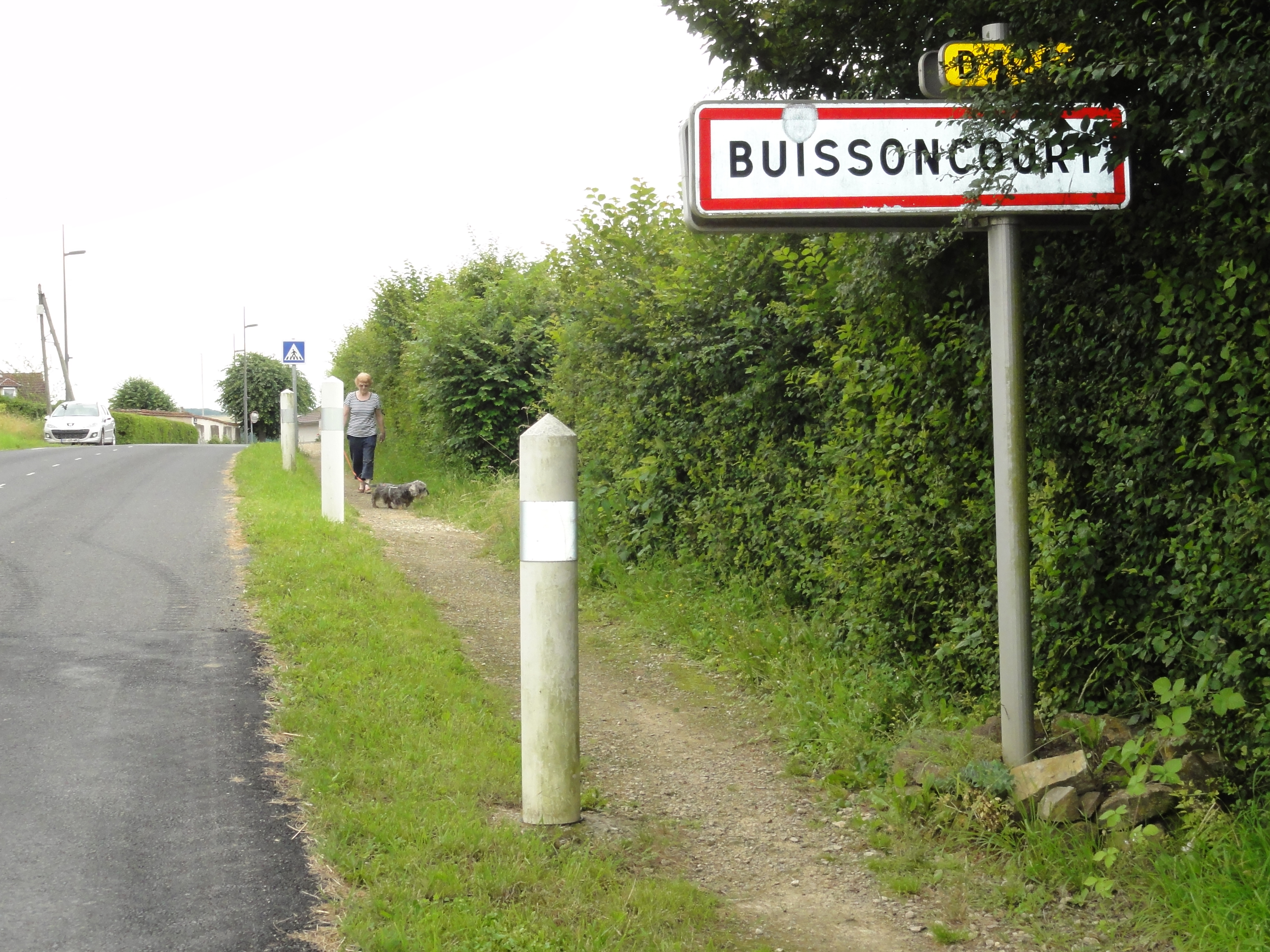
Entrée de Buissoncourt.
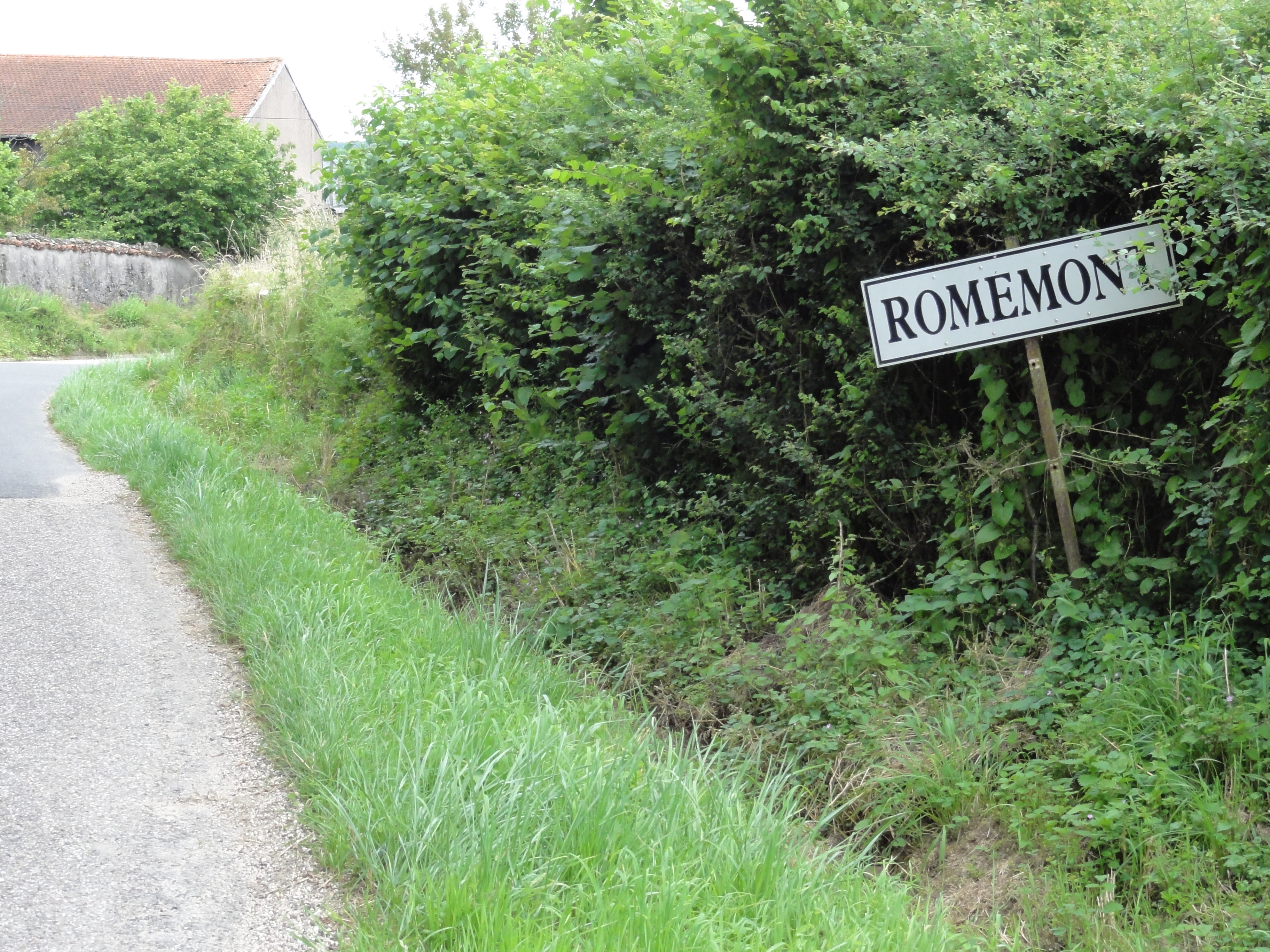
Entrée de Romémont.
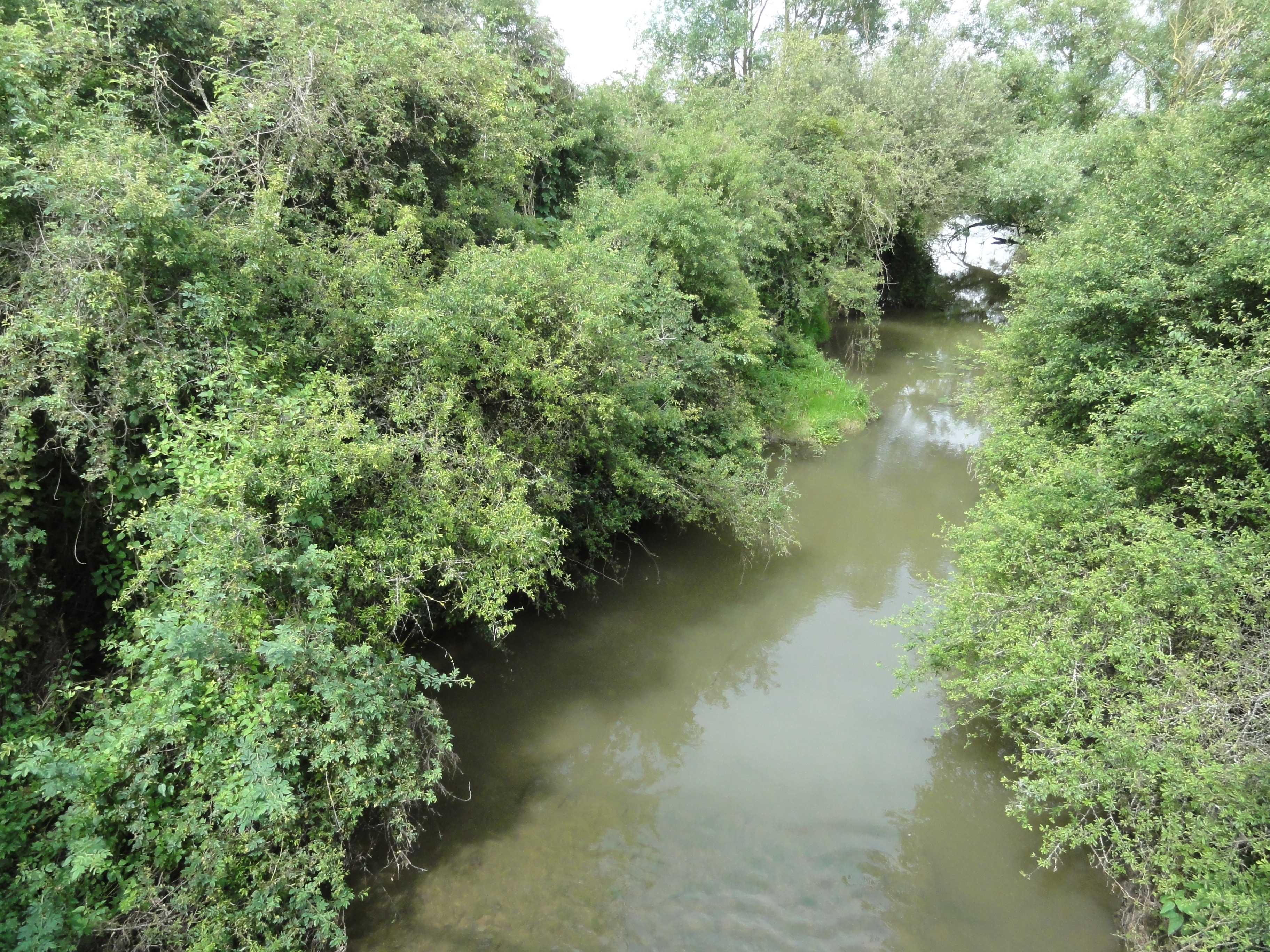
La Roanne.
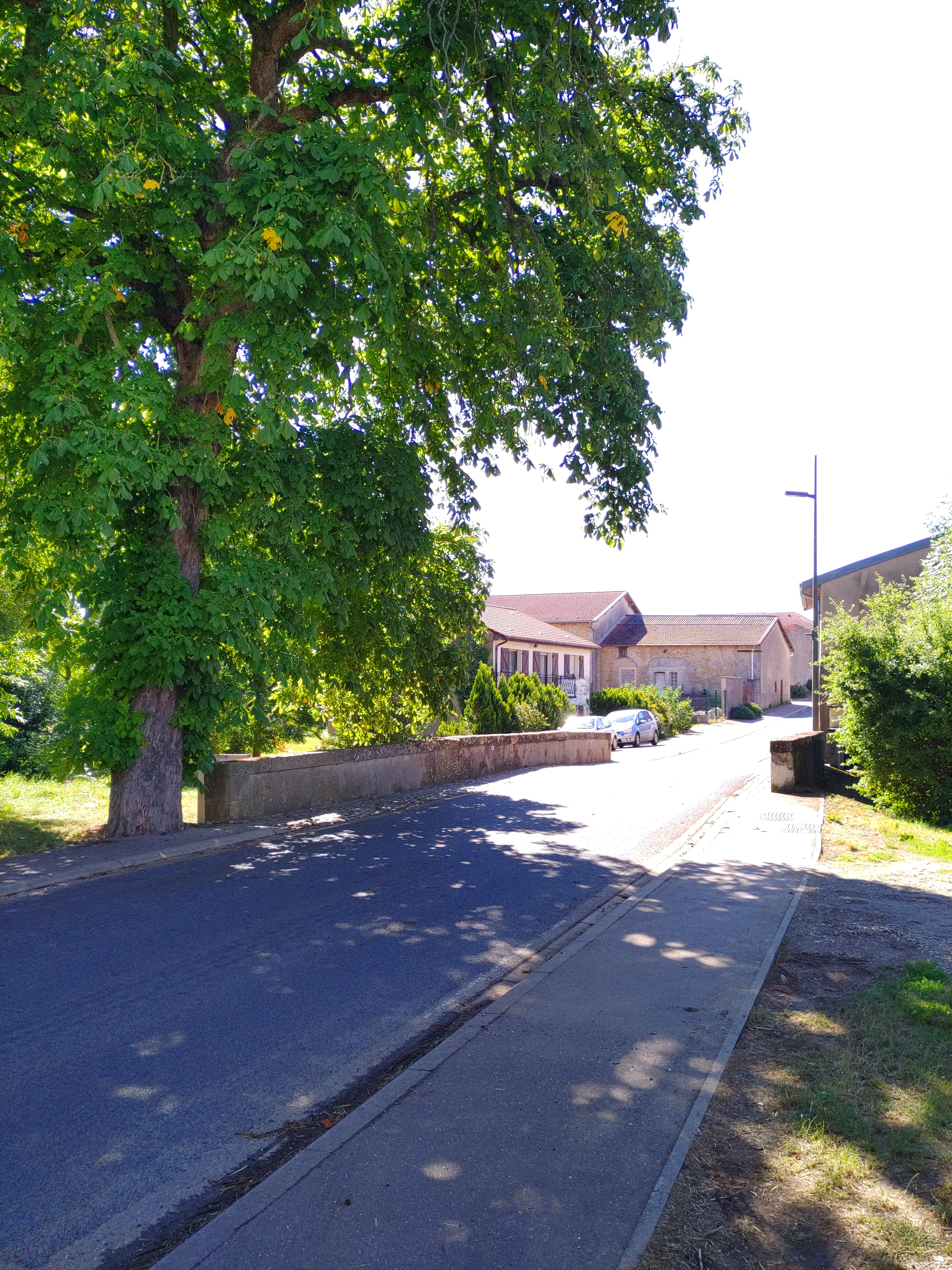
Le pont de Lorraine, ancien octroi entre le duché de Lorraine et la principauté épiscopale de Metz.

### Typologie
Au 1er janvier 2024, Buissoncourt est catégorisée commune rurale à habitat dispersé, selon la nouvelle grille communale de densité à sept niveaux définie par l'Insee en 2022.
Elle est située hors unité urbaine. Par ailleurs la commune fait partie de l'aire d'attraction de Nancy, dont elle est une commune de la couronne,. Cette aire, qui regroupe 353 communes, est catégorisée dans les aires de 200 000 à moins de 700 000 habitants,.

### Occupation des sols
L'occupation des sols de la commune, telle qu'elle ressort de la base de données européenne d’occupation biophysique des sols Corine Land Cover (CLC), est marquée par l'importance des territoires agricoles (79 % en 2018), une proportion identique à celle de 1990 (79 %). La répartition détaillée en 2018 est la suivante : prairies (38,2 %), terres arables (35,6 %), forêts (21 %), zones agricoles hétérogènes (5,2 %). L'évolution de l’occupation des sols de la commune et de ses infrastructures peut être observée sur les différentes représentations cartographiques du territoire : la carte de Cassini (XVIIIe siècle), la carte d'état-major (1820-1866) et les cartes ou photos aériennes de l'IGN pour la période actuelle (1950 à aujourd'hui).

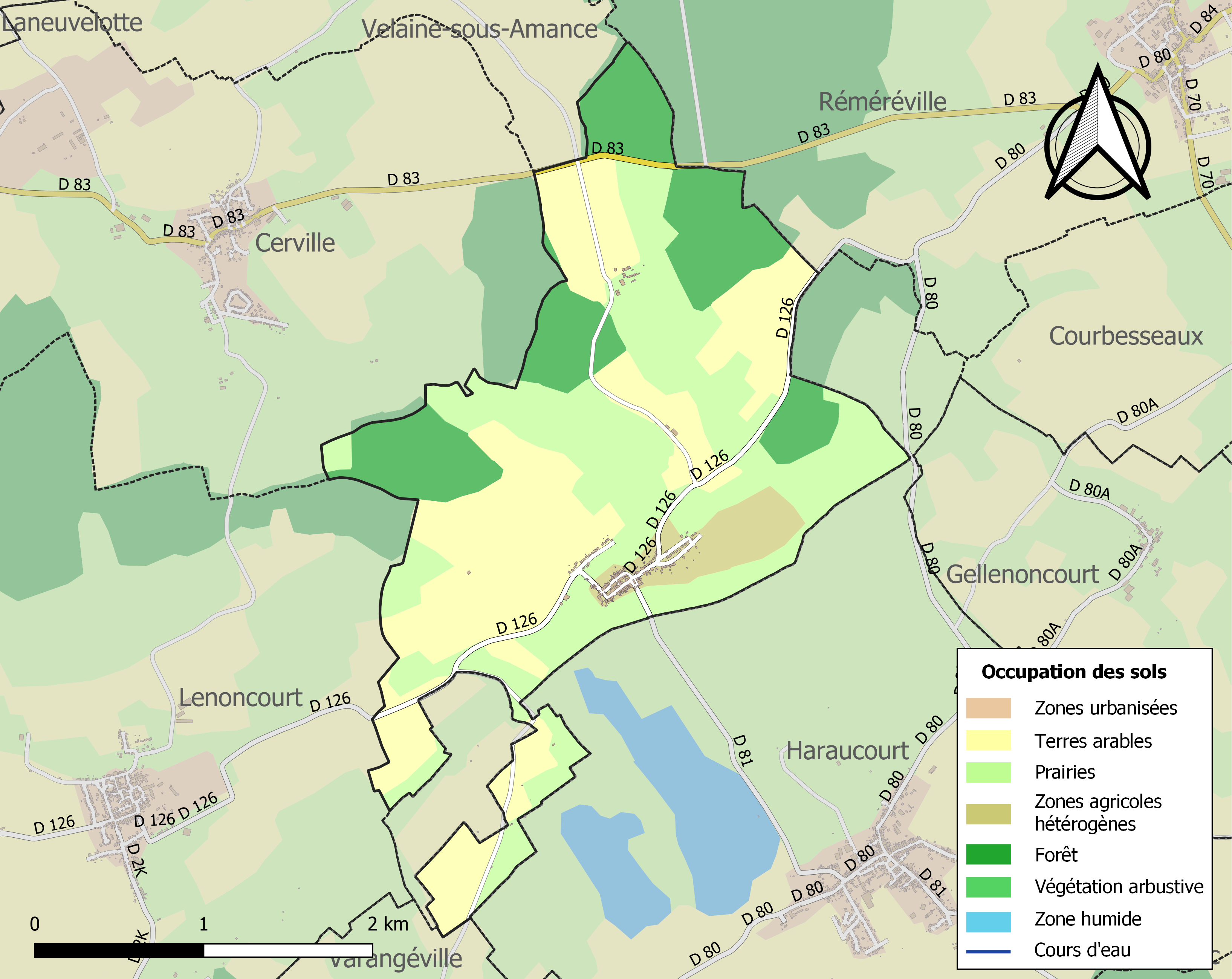
Carte des infrastructures et de l'occupation des sols de la commune en 2018 (CLC).

## Santé et secours
les services médicaux de proximité et les pharmacies se trouvent à environ 6 km, dans les villes voisines de Varangéville et de Saint-Nicolas-de-Port. Les centres hospitaliers se trouvent dans l'agglomération de Nancy. La communauté de communes adhère à un réseau gérontologique qui aide les familles dans leurs démarches pour la mise en place des services à la personne. Il existe plusieurs EHPAD (établissement d’hébergement pour personne âgées dépendantes) dans un rayon de moins de 20 km.
Le centre de première intervention des pompiers se situe à Haraucourt, à 2,5 km de distance par la route. La seconde intervention est basée à Saint-Nicolas-de-Port, à environ 6 km.

## Éducation et petite enfance
Buissoncourt et les communes voisines de Gellenoncourt et de Haraucourt ont formé un syndicat scolaire qui prend en charge l'enseignement du premier degré sur le site unique de Haraucourt. Il assure également les services périscolaires avec une offre d'accueil des enfants dès sept heures jusqu'à dix-huit heures trente. Il fonctionne aussi pendant la moitié au moins de chaque période de vacances scolaires. Ce dispositif est renforcé par une offre importante au service à la petite enfance avec une maison des assistantes maternelles et une crèche intercommunale. Le réseau des assistantes maternelles indépendantes vient compléter ce service.
Le collège d'enseignement secondaire se trouve à Dombasle-sur-Meurthe et le lycée d'enseignement général est à Tomblaine. Les transports scolaires sont gratuits et gérés par le conseil départemental de Meurthe-et-Moselle.

## Toponymie
On trouve les anciennes formes suivantes du toponyme : Buzuncort en 1194, Buxuncort en 1196, Buzuncort en 1196, Bissoncourt en 1238 et 1260, Buzoncort en 1251, Bussoncourt et Buchoncourt en 1284, La nueuveville dite Buissoncourt en 1289, Bassancourt en 1413. Dans certains documents du 18e siècle, la commune est nommée : Buissoncourt-en-France.

Le nom du village se serait formé sur le nom de personne mérovingienne Boso ou Boson et ce substantif aurait dérivé vers buisson, petit bois selon Förtstermann et Morlet. Dauzat et Rostaing hésitent cependant entre Biso et Busso alors que Nègre cite Bosso.

## Histoire

### Moyen Âge
Une nécropole franque fut découverte et fouillée en 1860 mais il est possible qu'elle se situe au lieu-dit la Borde, dans l'enclave du territoire de Haraucourt et non sur Buissoncourt. Cette erreur est fréquente dans les documents historiques. Outre la cinquantaine de squelettes humains, on y a trouvé un scramasaxe, un fer de lance et deux lames de couteaux. Tous ces objets ont été déposés au musée lorrain.
Aussi loin que l'on puisse remonter dans les archives, Buissoncourt a toujours dépendu de l'évêché de Toul puis du diocèse de Nancy et de Toul sur le plan spirituel. Sur le plan temporel, pendant de brèves périodes entre le XIIIe et le XVe siècle, le village a dépendu du duché de Lorraine mais sur le long terme, il dépendait de la généralité de Metz (évêché), plus précisément de son bailliage de Vic, comme c'est détaillé dans le paragraphe suivant.
En 1284, Bouchard évêque de Metz et Ferry III duc de Lorraine déclarent « qu'ils posséderont à l'avenir chacun la moitié des villages de Réméréville, l'étang, les pourpris (paquis ?), les prés et les terres, la Neufville dite Bussoncourt, la forteresse et ce qui appent (dépend ?) et Villemes (Velaine-sous-amance ?) qui appartiennent au duc de Lorraine ». En 1289 les mêmes, Bouchard évêque de Metz et Ferri III duc de Lorraine, font un accord disant que l'étang de Buissoncourt demeure la propriété du duc. En 1292, Bouchard devient propriétaire en totalité de Buissoncourt. Toutefois, divers actes ultérieurs prouvent que les ducs de Lorraine gardèrent quelques prérogatives importantes sur cette commune. En 1308 à la suite d'un échange entre Ferry de Plombières et le duc de Lorraine, Buissoncourt est intégré au duché de Lorraine.
Au XIVe siècle, Buissoncourt, avec Beaufort (Gellenoncourt), Erbéviller-sur-Amezule, Cercueil (Cerville) et Réméréville forment une mairie dépendant du temporel de l'évêque de Metz dont le chef-lieu est Réméréville. En 1333, Aimar  évêque de Metz engage pour garantie d'une somme de 1 250 livres la moitié de plusieurs villages dont « Bussoncourt ».
En 1413 par un traité entre le duc de Lorraine et Raoul de Coucy, évêque de Metz, Buissoncourt passe à nouveau à l'évêque de Metz et y restera jusqu'à la Révolution française. Cette position eut un important impact fiscal car l'échange de produits avec les communes voisines appartenant au duché de Lorraine était soumis à « acquits » que l'on nommait aussi la foraine, une sorte d'octroi. Les habitants se plaignent de cette situation dans le cahier de doléances de 1789. Ils démontrent par exemple que le sel est deux fois et demi plus cher à Buissoncourt que dans la commune voisine de Haraucourt.
En 1845 on a trouvé « en direction d'Erbéviller » et à hauteur de l'ermitage de Romémont, 180 pièces d'argent du XIVe siècle pour la plupart d'origine lorraines et 34 florins en or fin. Cette découverte est décrite dans le mémoire de la Société des sciences, lettres et arts de Nancy de l'année 1845.

#### La tuilerie
Il y avait une tuilerie aujourd'hui disparue sur la route de Lenoncourt. Elle fut reconstruite en 1581 à la suite d'un incendie. Dans les comptes de la communauté de Haraucourt pour l'année 1726, on trouve une dépense pour un achat à la tuilerie de Buissoncourt. Elle est encore représentée sur la carte des Naudin établie entre 1728 et 1739. Dans la liste des biens nationaux sis à Buissoncourt vendus le 28 juillet 1791, il est écrit : une maison, l'emplacement d'un four banal, d'une tuilerie et 2 jours de terres et prés ayant appartenu à l'évêché de Metz. La phrase est ambiguë. On ne sait si la vente comprend la tuilerie ou seulement son emplacement ?

### Ancien régime
Divers documents documents d'archives font allusions à un château situé dans le village mais on manque d'information pour le décrire ici. Il est cependant représenté sur la carte des Naudin, à l'extrémité Ouest de l'actuelle rue Haute. Lorsque l'on arrive de Lenoncourt, on voit nettement que la levée de terrain à cet endroit n'est pas naturelle. Ce constat fait remonter loin dans le temps sa construction puisque la technique des fortifications sur motte commence avant l'an mil.
Il existait un ermitage entre le village et le château de Romémont avec deux ermites présents au début de la Révolution. Il fut abandonné et le bâtiment détruit par les bombardements américains de 1944. Son emplacement a pour coordonnés 48,688 degrés de latitude et 6,346 degrés de longitude. On peut voir sur une photo la porte de la chapelle de cette ermitage avant sa destruction ainsi que les plans de l'ensemble dans un article très détaillé de la revue «le Pays lorrain».
En 1640 puis en 1644 et en 1649, le village est totalement déserté à la suite des ravages de la guerre de Trente Ans et de la peste. On sait cependant que ces recensements sont à considérer avec prudence car la  déclaration d'absence d'habitant permettait d'échapper à l'impôt.
La cure de Buissoncourt est unie à celle de Haraucourt en 1641. Elle en est désunie en 1678.
En 1678, un procès est en cours entre les « dames de Remiremont, décimatrices » (bénéficiaires de la dîme) et les habitants de Buissoncourt au sujet des réparations à faire dans l'église. A cette occasion, les habitants produisent un « contredit » adressé au bailliage de l'évêché de Metz dont certaines digressions sont intéressantes pour l'histoire locale. La lecture de ce document montre le ressentiment des habitants de Buissoncourt à l'égard de leurs voisins de Haraucourt convertis à la religion réformée.
Au début du XVIIIe siècle, les étangs de Buissoncourt sont mentionnés dans une liste de « menus cadeaux » fait par le duc Léopold au prince de Craon, l'époux légitime de la maîtresse du duc.
En 1751 les curés de Buissoncourt et d'Haraucourt s'affrontent en justice à propos d'une poignée de chanvre « dix-mée nuitamment » par la servante du curé de Buissoncourt au détriment de celui de Haraucourt. Au détour des pièces de ce curieux procès, on apprend que la pomme de terre est déjà cultivée à cette époque, donc bien avant que Parmentier ne tente de la vulgariser.
Il semble que cet incident entre les deux curés ne soit que l'une des nombreuses péripéties de leur opposition. Le fond de leurs divergences reposait sur les bénéfices de la dîme prélevée sur les anciens étangs et sur l'écart de la Borde. Cet impôt avait toujours bénéficié au curé d'Haraucourt ; celui-ci arguant la propriété des étangs par le duché de Lorraine. Le curé de Buissoncourt s'appuyait sur le fait que les étangs, nonobstant leur propriété, étaient situés dans l'évêché de Metz comme le village de Buissoncourt, donc la dîme devait lui revenir. Cette affaire fut arbitrée par un procès qui se termina en 1790 au bénéfice du curé d'Haraucourt,.
En 1779 se termine un procès entre les communautés de Haraucourt, Buissoncourt et Réméréville au sujet des « patis » de Rascenel (lieu-dit).
Le 4 mars 1784 : un ballon gonflé à l'air chaud est lancé depuis la basilique de Saint-Nicolas-de-Port. Il finit sa course à Buissoncourt.
Dans un pouillé manuscrit du diocèse de Nancy pour l'année 1784, on lit que la cure de Buissoncourt figure parmi les plus pauvres du diocèse avec un revenu annuel de 860 livres.

#### Les anciens étangs

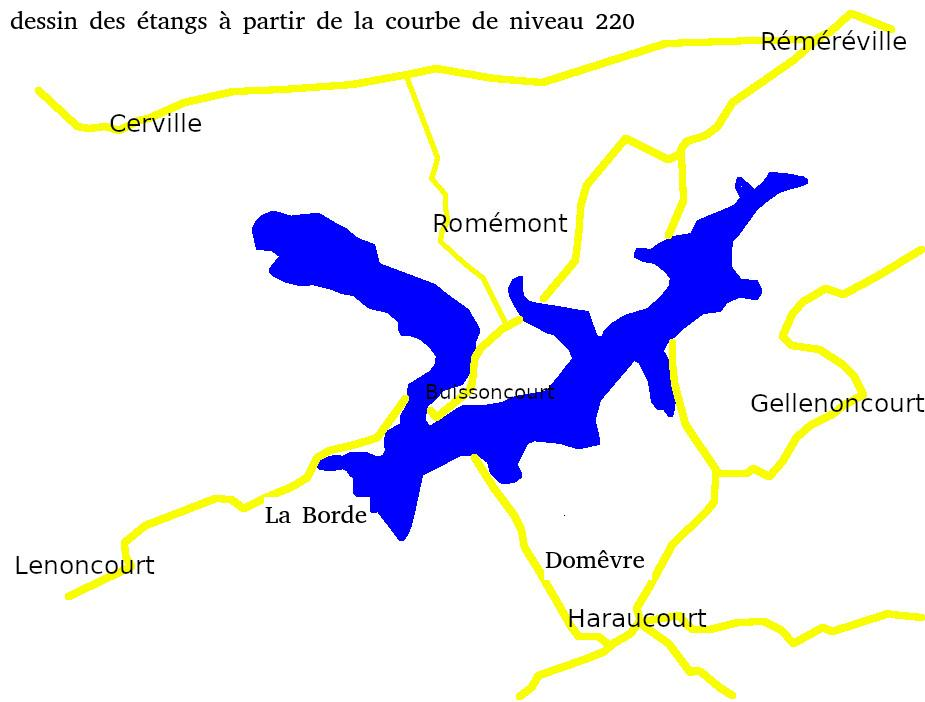
Les anciens étangs.

Il a existé un vaste étang qui ennoyait la vallée de la Roanne et celle du ruisseau de Cerville, territoires actuels de Buissoncourt et d'Haraucourt. On pense généralement que la digue fut construit au XIIe siècle par les ducs de Lorraine. Dans les registres de comptes du duché de Lorraine en 1575, on peut lire que l'étang de Buissoncourt a produit « 535 fr 2 gr pour le poisson vendu et a envoyé à l'hôtel du duc 235 beschets (brochets), 49 perches et 78 brèmes ». La lecture d'une acte d'échange en date du 15 février 1593, entre le duc Charles et le cardinal-évêque de Metz et de Strasbourg, nous apprend que les étangs sont asséchés. Le village était une presqu'île au milieu de ce lac qui est encore mentionné dans un acte de 1623 par lequel le duc Henri vend l'étang pour 80 000 livres à son neveu le prince de Phalsbourg. Selon Henri Lepage, les archives départementales possèdent une carte figurative des prés dit « les étangs » dressée en 1704. Récemment, les services municipaux ont sauvé l'une des bornes qui marquaient les limites de l'étang. Elle est actuellement installée à côté du monument aux morts. Elle représente sur une face une crosse symbolisant le domaine de l'évêque de Metz et sur la face opposée, une croix de Lorraine symbolisant le duché.
La page Wikipedia d'Haraucourt donne plus de détails à propos de ces étangs.

### Révolution française et empires
En 1790, Buissoncourt devient le chef-lieu d'un canton qui comprend les communes de Buissoncourt, Cercueil (aujourd'hui Cerville), Haraucourt, Saulxures-lès-Nancy et Lenoncourt. Par délibération de l'Assemblée du Conseil Départemental, en date du 24 novembre 1790, le canton est modifié. Il comprend désormais les communes de Réméréville, Cercueil, Gellenoncourt, Buissoncourt, Haraucourt, Bosserville, Art-sur-Meurthe et Velaine-sous-Amance. Le chef-lieu de canton est transféré à Lenoncourt. Le Consulat crée ensuite le canton de Saint-Nicolas-de-Port ce qui supprime celui de Lenoncourt.
Joseph Boulin né à Buissoncourt en 1789 fut décoré de la Légion d'honneur le 12 août 1822 pour ses campagnes et multiples blessures entre 1809 et 1815.
Marie François De Schacken (ou de Schokey) se distingua également pendant cette période (voir la rubrique personnalités liées à la commune).

### Arrestation à la Borde
Le 15 mai 1806, un garde forestier signale au maire de Buissoncourt la présence d'étrangers en armes au lieu-dit La Borde. Craignant pour l'ordre public, Le maire fait mobiliser et armer les habitants de Buissoncourt. Le Maire d'Haraucourt et le propriétaire du moulin de la Borde font de même. Toutes ces personnes convergent vers le lieu et procèdent à l'arrestation de 12 hommes. Ces derniers se disent de nationalité russe et déserteurs du régiment d'Ysembourg. Le maire de Buissoncourt alerte la gendarmerie qui procède à l'évacuation des prisonniers.

### Époque contemporaine
En 1830, H.Lepage dit que l'on voit encore les ruines d'une ancienne église sur le chemin de Lenoncourt, au lieu-dit le vieil Moustier. En lorrain roman, moustier (moutier) est synonyme d'église (dictionnaire des patois romans de la Moselle par Léon Zéliqzon).
En 1855, la région est traversée par une épidémie de « choléra asiatique ». Les statistiques de l'époque font état de 117 cas à Buissoncourt suivis de 23 décès. Toutefois, plusieurs communes du secteur ont des chiffres aussi importants que l'on ne retrouve pas dans les registres de l'État-civil. Il convient donc de les considérer avec prudence.
Le 22 juin 1861, un ouragan abat le clocher de l'église.
Dans une délibération du 8 septembre 1878, le conseil municipal d'Haraucourt est sollicité par celui de Buissoncourt pour participer aux frais de construction du pont sur la Roanne, en lieu et place du gué dit de la Borde, sur le chemin vicinal de Buissoncourt à Varangéville. La délibération de Buissoncourt actant cette demande date du 11 août 1878. À cette date, il existe un différend entre les deux communes à propos de l'annexion de la Borde par Buissoncourt. L'assemblée de Haraucourt refuse toute participation à la construction de ce pont.
En 1880, une jeune habitante de la commune s'étant rendue à Lourdes se dit miraculeusement guérie d'une plaie purulente dans le dos. Si plusieurs journaux proches des milieux catholiques relaient les dires de la jeune femme, d'autres journaux nationaux, moins réceptifs à ce genre d'événement, se gaussent de cette guérison subite.
1890 est l'année d’achèvement du premier remembrement du territoire communal. Il s'agit en réalité d'une révision cadastrale améliorée par un abornement général avec des échanges volontaires entre propriétaires d'une même section cadastrale. Monsieur Hottenger, alors géomètre du cadastre dans le département de Meurthe-et-Moselle en est le principal artisan.
1899, le 16 novembre : une pétition est déposée par la société Marchéville-Daguin et Cie en vue d'obtenir une extension de la concession de mines de sel gemme dite concession de Saint-Nicolas. Cette demande de modification de périmètre inclut une partie du territoire de la commune.
1914 : si Buissoncourt est à peu près épargné lors de la bataille du Léomont qui s'étend jusqu'à la commune voisine de Haraucourt, le Nord et l'Est du territoire sont le théâtre d'un terrible combat lors de la bataille du Grand-Couronné au début de septembre. Les manuels d'histoire parlent surtout des combats du bois de St-Paul (Territoire de Réméréville) et du bois d'Haraucourt qui sont en limite de territoire mais la mitraille ne s'arrête pas aux limites administratives. Le site « mémoire des hommes » recense 131 fiches de soldats français tués sur le territoire communal.
Le 12 septembre, les Allemands quittent le secteur et un calme relatif s'installe. Le château de Romémont est alors transformé en hôpital militaire de campagne.
Le monument aux morts de Buissoncourt est inauguré le 20 août 1922. Il est l’œuvre du sculpteur nancéien Georges Gerbeaux.
Le 20 juin 1940, le lieutenant Jean Barbaza du 30e bataillon de chars de combat, blessé la veille à Burthecourt-aux-Chênes est déclaré mort pour la France à l'ambulance de Buissoncourt à l'âge de 29 ans.

#### Poste de douane

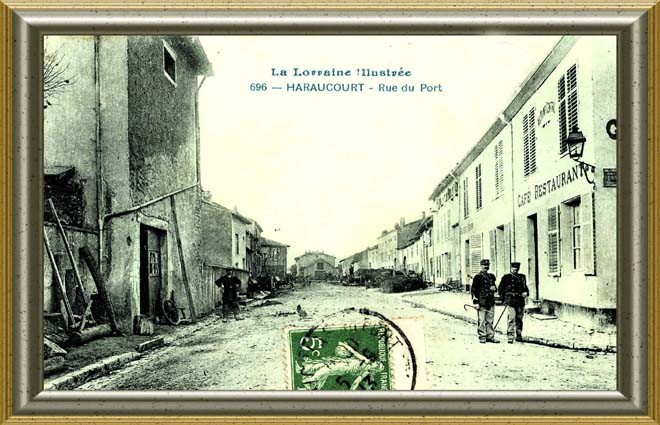
Douaniers, probablement de Buissoncourt, en tournée à Haraucourt

En 1872, à la suite de la guerre de 1870, le traité de Francfort a rapproché la frontière allemande à environ 15 km au Nord-Est de Buissoncourt. Le dispositif douanier s'étendait en arrière de la frontière sur l'étendue du rayon des douanes soit environ 20 km. C'est très probablement à ce titre qu'un poste de douane est installé à Buissoncourt comme l'attestent les recensements entre 1872 et 1911. Cela n'est pas exceptionnel puisque un autre bureau fut installé à Drouville déplacé ensuite à Crévic.

#### Les voies ferrées étroites de la grande guerre
Après la bataille des frontières et la victoire française de la Marne au début de la Première Guerre mondiale, Les forces combattantes se fixent de part et d'autre de la frontière de 1871. Il faut donc les approvisionner. Côté français, l'armée commence la construction d'un réseau ferré appelé « voie de 60 ». Partant de Dombasle-sur-Meurthe où les ateliers du grutier Perbal sont transformés en usine d'armement, la voie de 60 descend le long du canal de la Marne au Rhin. Elle bifurque un peu avant le pont du canal franchissant de la Roanne à Varangéville. Elle traverse la Roanne juste avant le pont de Lenoncourt sur la route numéro D2k et remonte sa vallée, le long de la rive droite, jusqu'à l'extrémité Est du territoire de Buissoncourt où se situe la première intersection. Une voie remonte entièrement la vallée de la Roanne jusqu'à la forêt de Ranzey ; tandis qu'une autre bifurque vers le nord, en direction de la forêt de Champenoux. Tout près de cette intersection, on distingue encore un important aménagement du sol. Les documents militaires parlent régulièrement de la gare de triage de Romémont. Pour certains habitants de Buissoncourt, cette gare de triage se situait à cet endroit. La bifurcation remonte toujours vers le nord dans la petite vallée du ruisseau de l'étang Vittel, elle passe derrière le domaine de Romémont et entre dans la forêt domaniale de Champenoux sur la rive gauche du ruisseau de la Bouzule. Dès cette entrée, un second aménagement important du terrain est visible dans la forêt. Ne serait-ce pas là que se situait la gare de Romémont où le nom serait plus logique puisque nettement plus proche du lieu-dit ? Seuls des recherches complémentaires aux archives militaires permettront de trancher ce débat. Pour revenir au tracé, il ne cessera d'être prolongé pendant toute la guerre. Une autre bifurcation est construite depuis le château de Romémont. Elle suit la lisière du bois de Froide terre, chemine jusqu'à l'entrée de Velaine-sous-Amance et tourne en direction de Voirincourt avant de rejoindre la gare de Laître-sous-Amance.
L'Armistice est prononcé le 11 novembre 1918. Dès la mi-décembre suivante, le préfet de Meurthe-et-Moselle ordonne par décret le démantèlement de cette voie. Il en reste aujourd'hui quelques vestiges que les amateurs d'histoire locale connaissent.

### Médaille de Sainte-Hélène
Lorsqu'elle est créée en 1857, la médaille de Sainte-Hélène récompense les soldats survivants ayant combattu auprès de Napoléon 1er entre 1792-1815. Parmi les 405 000 hommes récompensés, figurent quatre habitants de Buissoncourt. Il s'agit de François Ambiel, Jacques Caron, Nicolas Caron et Pierre Coqueron.

### Statistiques 1922
Selon l'annuaire administratif de cette année 1922, le village compte 8 agriculteurs, 2 aubergistes, 2 cafetiers, 1 forgeron, 1 horticulteur, 1 entrepreneur et une sage-femme.

### Le domaine de Romémont
Cette partie de page est rédigée sur la base des archives privées de la famille Du Pont de Romémont.
La première mention de Romémont retrouvée dans les archives privées du domaine est datée du 30 janvier 1181. Dans une Bulle du Pape Luce III, il y confirme la possession par l’abbaye de Sainte-Marie-aux-Bois de la ferme de « Romermunt » avec ses dépendances, à la suite d'un don à perpétuité par Conon d’Amance, Becelin son fils et Louve sa femme.
L’histoire de Romémont est ensuite liée aux démêlés des Ducs de Lorraine avec les Évêques de Metz et de Toul qui se le disputent ainsi que les villages avoisinants. En 1291 l’évêque de Metz devient propriétaire. À la suite d’une contestation par le Duc Ferri III, Romémont fut donné aux Prémontrés par l’Evêque Laurent de Lichtenberg (1270/1279) « à condition qu’ils desservent la chapelle dudit lieu ».
Pendant des siècles Romémont est une seigneurie, un fief, appelé « grange de Romémont ». Une grange était à l’époque le terme consacré pour un domaine agricole des Prémontrés.
En 1552 Michel I° Bouvet devient seigneur de Romémont avec sa femme Anne Le Pougnant de Wassebourg.
La construction du château de Romémont dans sa forme actuelle est due à son fils Michel II Bouvet, En 1596 il est surintendant de Christine de Danemark, conseiller d’État et Président de la Chambre des Comptes. Son épouse est Agnès de Beaufort (fille de François de Beaufort, seigneur de Gellenoncourt, Grand Veneur de Lorraine, et de Gabrielle de Thuillières). La construction remonte aux toutes premières années du XVII° siècle. Les travaux était achevée en 1609.
L’évêque de Toul en autorisant la fondation de la chapelle de l’ermitage constatait que le  Président Bouvet avait « par ci-devant acquesté et faict bâtir et édifier la Maison Seigneuriale de la Grange de Romémont, érigée entre les villages de Buissoncourt, Velaine, Réméréville et Cercoeur, et icelle, ornée de beaux et amples édifices, basse-cour, parterres, et diverses autres commodités propres et descentes pour le logement d’un seigneur propriétaire, le tout circuit et enfermé de murailles et à chacun quarré d’un pavillon et chambres basses et hautes couvertes d’ardoises ».
En 1608 les Prémontrés transférés depuis peu de Sainte Marie aux Bois de Preny à Pont à Mousson, vendent l’ermitage à Michel Bouvet pour 1000 Francs.
Aujourd’hui, on peut encore observer les fenêtres percées en larges baies dites « à meneaux », caractéristiques de cette époque de la Renaissance. À cette période, on ne construisait plus de château fort mais des maisons fortes ou fermes fortifiées. Les temps étaient encore très troublés et les campagnes étaient ravagées par les soudards des armées et les loups. Une enceinte complète percée de deux seules portes au levant et au couchant, ainsi que des meurtrières permettaient d’éviter une partie des intrusions. Le mur d’enceinte était cantonné de 4 tourelles où vivaient des foyers de manouvriers, des écuries, granges, forge, etc.. Il n’en reste plus qu’une tourelle.

### L'ermitage de Romémont
Cette partie de page est rédigée sur la base des archives privées de la famille Du Pont de Romémont.
L’ermitage dit du « bas Romémont » a été construit en même temps que le château. Le 24 janvier 1609, il fut placé sous le titre de l’Annonciation. On peut encore voir la porte de la chapelle car elle a été extraite des ruines de l’ermitage pour être remontée dans l’enceinte du château. Elle est typique de la même époque. Les armes ont été martelées à la révolution, mais on devine encore les blasons des familles de Beaufort et de Bouvet d’Asti.
Il devait préexister depuis des temps beaucoup plus anciens une chapelle en ce lieu, puisqu’en 1845 un laboureur découvrit à proximité un trésor constitué de monnaies du XIV° siècle :180 pièces de Lorraine en argent, et à 1 mètre de profondeur 34 florins en or fin dans une tirelire en terre cuite. La datation des pièces confiées à la Société Royale des Sciences, Lettres et Arts de Nancy conclue à l’enfouissement du trésor en 1375, époque où « cent mille grands Bretons », écorcheurs et pillards, vinrent fondre sur nos contrées. (Jeanne d’Arc).
Dans la cour du château a été rapportée la meule en grès qui était dans la chapelle de l’ermitage et permettait des revenus aux ermites en pressant l’huile de colza.

## Politique et administration
| Période                                  | Période        | Identité                   | Étiquette | Qualité                   |
| ---------------------------------------- | -------------- | -------------------------- | --------- | ------------------------- |
| Les données manquantes sont à compléter. |                |                            |           |                           |
| avant mai 1806                           | après 1822     | Sébastien Poinsignon       |           |                           |
| avant avril 1842                         | après 1852     | Nicolas Coqueron           |           |                           |
| avant 1864                               | 1866           | Marie-Louis-Ernest Bert    |           | décédé en cours de mandat |
| avant 1872                               | après 1876     | Poinsignon                 |           |                           |
| avant 1882                               |                | Pierre Mathis              |           |                           |
| avant 1891                               | 1919           | Charles Collet             |           |                           |
| 1920                                     | après 1927     | J. Poinsignon              |           |                           |
| 1929                                     | après mai 1948 | Alfred du Pont de Romémont | RPF       |                           |
|                                          |                |                            |           |                           |
|                                          |                | Alphonse Menjolle          |           |                           |
|                                          | 1989           | André Haaz                 |           |                           |
| 1989                                     | 2001           | André Poirel               |           |                           |
| mars 2001                                | 2014           | Jean-Paul Jaillant         |           |                           |
| mars 2014                                | juillet 2020   | Pierre Mahr                |           |                           |
| 2020                                     | En cours       | Patrick Henquel            |           |                           |

## Population et société

### Démographie
L'évolution du nombre d'habitants est connue à travers les recensements de la population effectués dans la commune depuis 1793. Pour les communes de moins de 10 000 habitants, une enquête de recensement portant sur toute la population est réalisée tous les cinq ans, les populations de référence des années intermédiaires étant quant à elles estimées par interpolation ou extrapolation. Pour la commune, le premier recensement exhaustif entrant dans le cadre du nouveau dispositif a été réalisé en 2008.

En 2022, la commune comptait 258 habitants, en évolution de −4,09 % par rapport à 2016 (Meurthe-et-Moselle : −0,13 %, France hors Mayotte : +2,11 %).
| 1793 | 1800 | 1806 | 1821 | 1831 | 1836 | 1841 | 1846 | 1851 |
| ---- | ---- | ---- | ---- | ---- | ---- | ---- | ---- | ---- |
| 225  | 284  | 325  | 347  | 362  | 370  | 366  | 378  | 392  |

| 1856 | 1861 | 1872 | 1876 | 1881 | 1886 | 1891 | 1896 | 1901 |
| ---- | ---- | ---- | ---- | ---- | ---- | ---- | ---- | ---- |
| 378  | 362  | 371  | 340  | 311  | 300  | 263  | 274  | 264  |

| 1906 | 1911 | 1921 | 1926 | 1931 | 1936 | 1946 | 1954 | 1962 |
| ---- | ---- | ---- | ---- | ---- | ---- | ---- | ---- | ---- |
| 257  | 223  | 198  | 227  | 207  | 179  | 174  | 187  | 164  |

| 1968 | 1975 | 1982 | 1990 | 1999 | 2006 | 2008 | 2013 | 2018 |
| ---- | ---- | ---- | ---- | ---- | ---- | ---- | ---- | ---- |
| 155  | 142  | 197  | 202  | 191  | 245  | 260  | 270  | 261  |

| 2022 | - | - | - | - | - | - | - | - |
| ---- | - | - | - | - | - | - | - | - |
| 258  | - | - | - | - | - | - | - | - |

## Économie
La majeure partie des habitants travaillent dans l'agglomération de Nancy distante de 18 km. L'industrie du sel très proche qui était le principal employeur au XXe siècle et qui est toujours en activité n'emploie presque plus de main-d’œuvre locale. Il en est de même pour l'agriculture qui ne compte plus qu'une seule exploitation au village. Il n'y a plus de commerce. On compte deux artisans du bâtiment. Il y a un dépôt d'une importante entreprise régionale de travaux publics mais aucun emploi n'est directement lié à ce site.
La commune tire une part non négligeable de ses revenus des forêts qu'elles possèdent.

## Culture locale et patrimoine

### Lieux et monuments
- Église Saint-Martin XIXe siècle.
- Carré militaire au cimetière.
- Monument aux morts du sculpteur nancéien Georges Gerbeaux.
- Château de Romémont construit entre 1603 et 1609 par Michel Bouve, résidence de la famille du Pont de Romémont, transformé en 1691 : deux tours carrées, une tour ronde.
- Ruines de l'ermitage de Romémont à environ 1 km du village.
- Maison lorraine 1749.
- Petit patrimoine : borne des anciens étangs, croix de chemin, lavoir, fontaines, pompes.

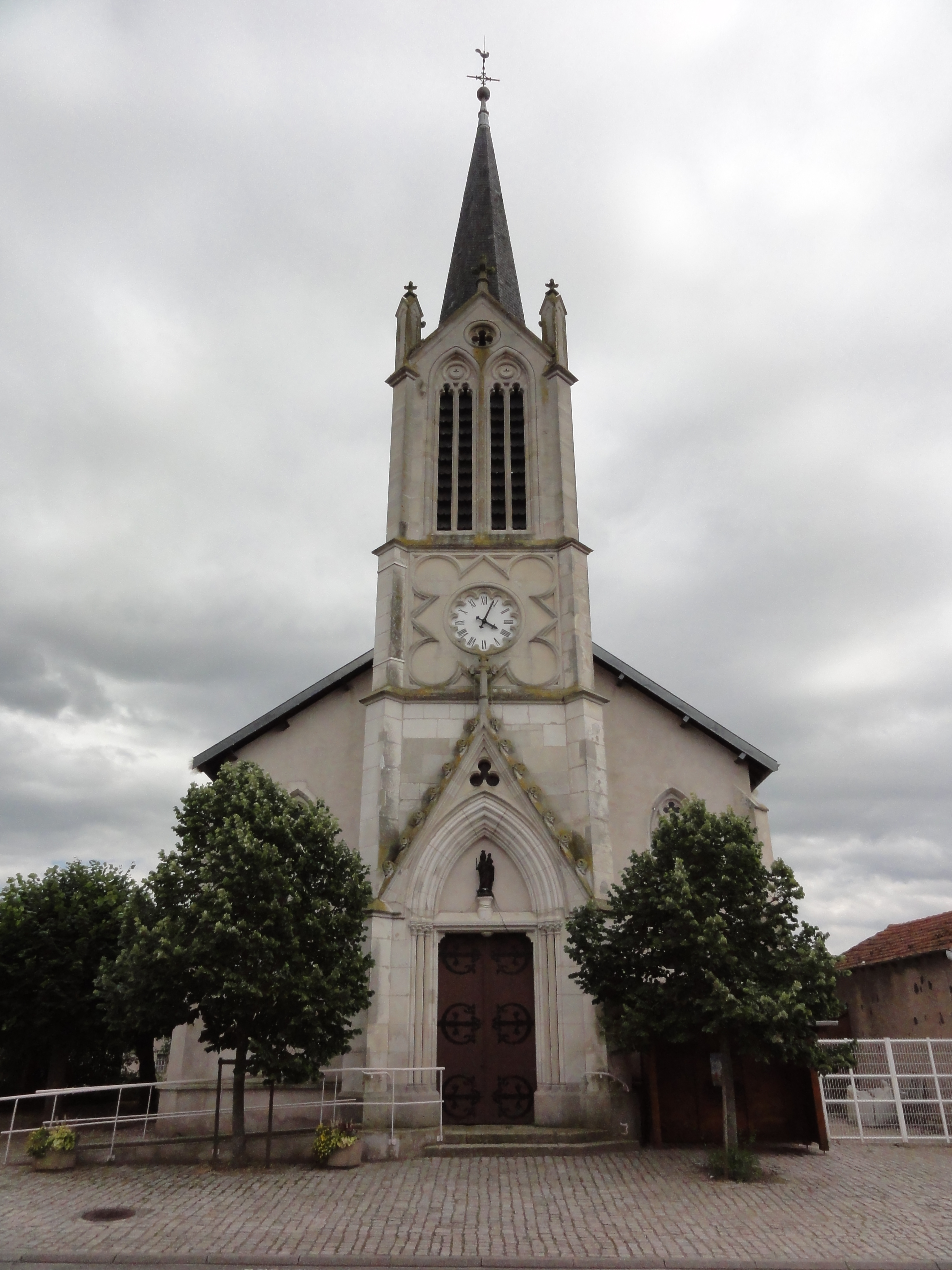
Église Saint-Martin.
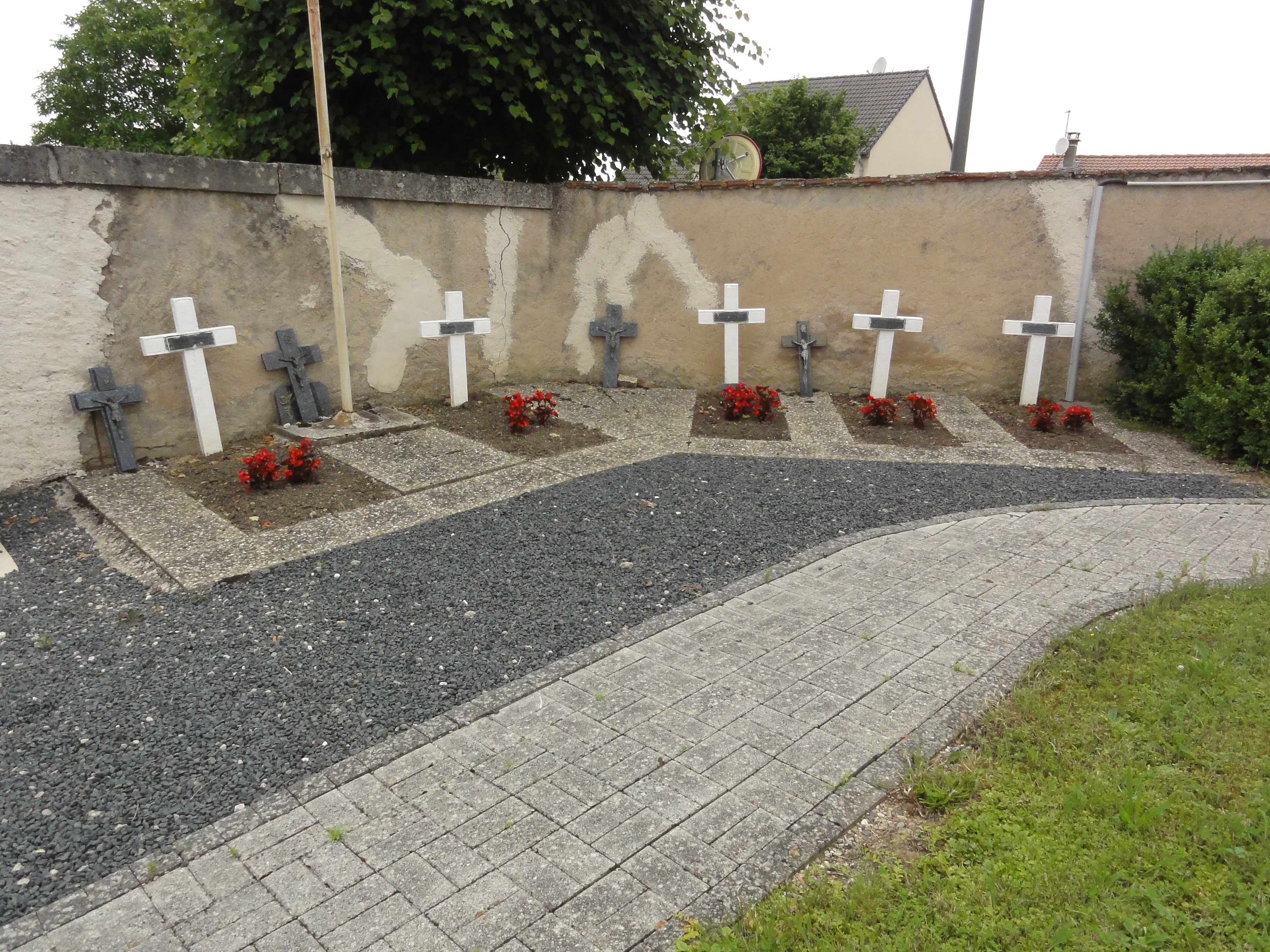
Carré militaire.
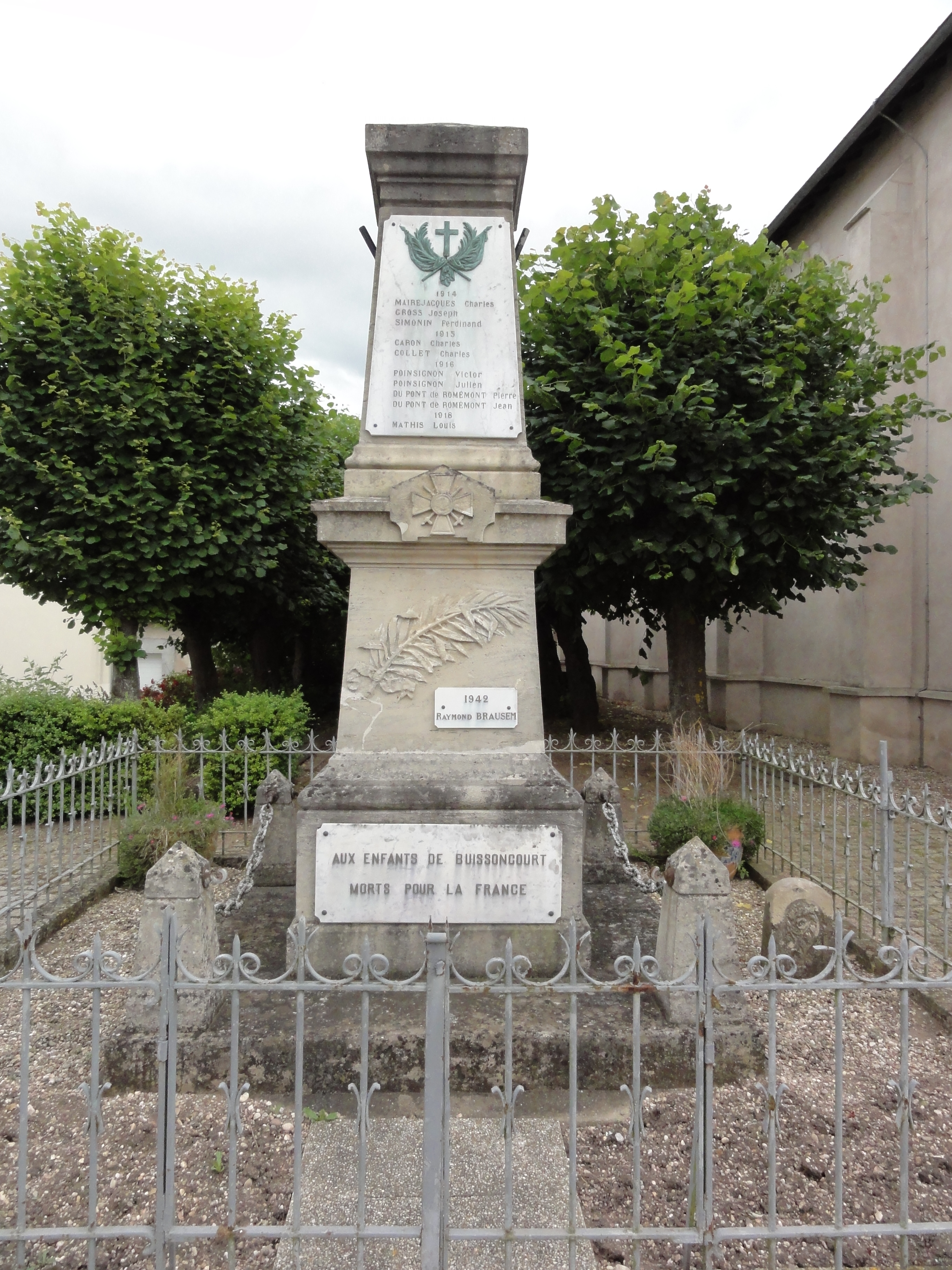
Monument aux morts.
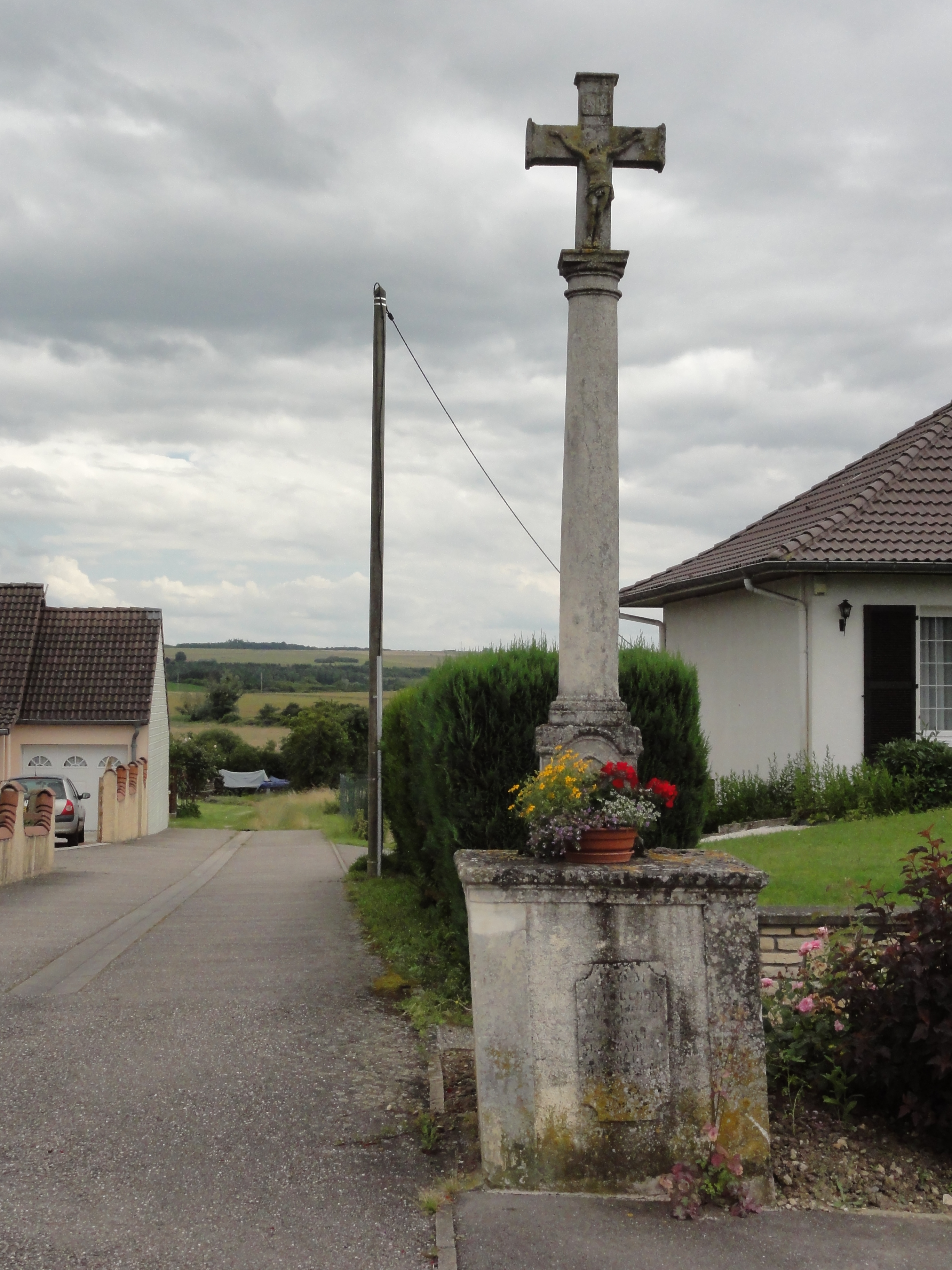
Croix de chemin.
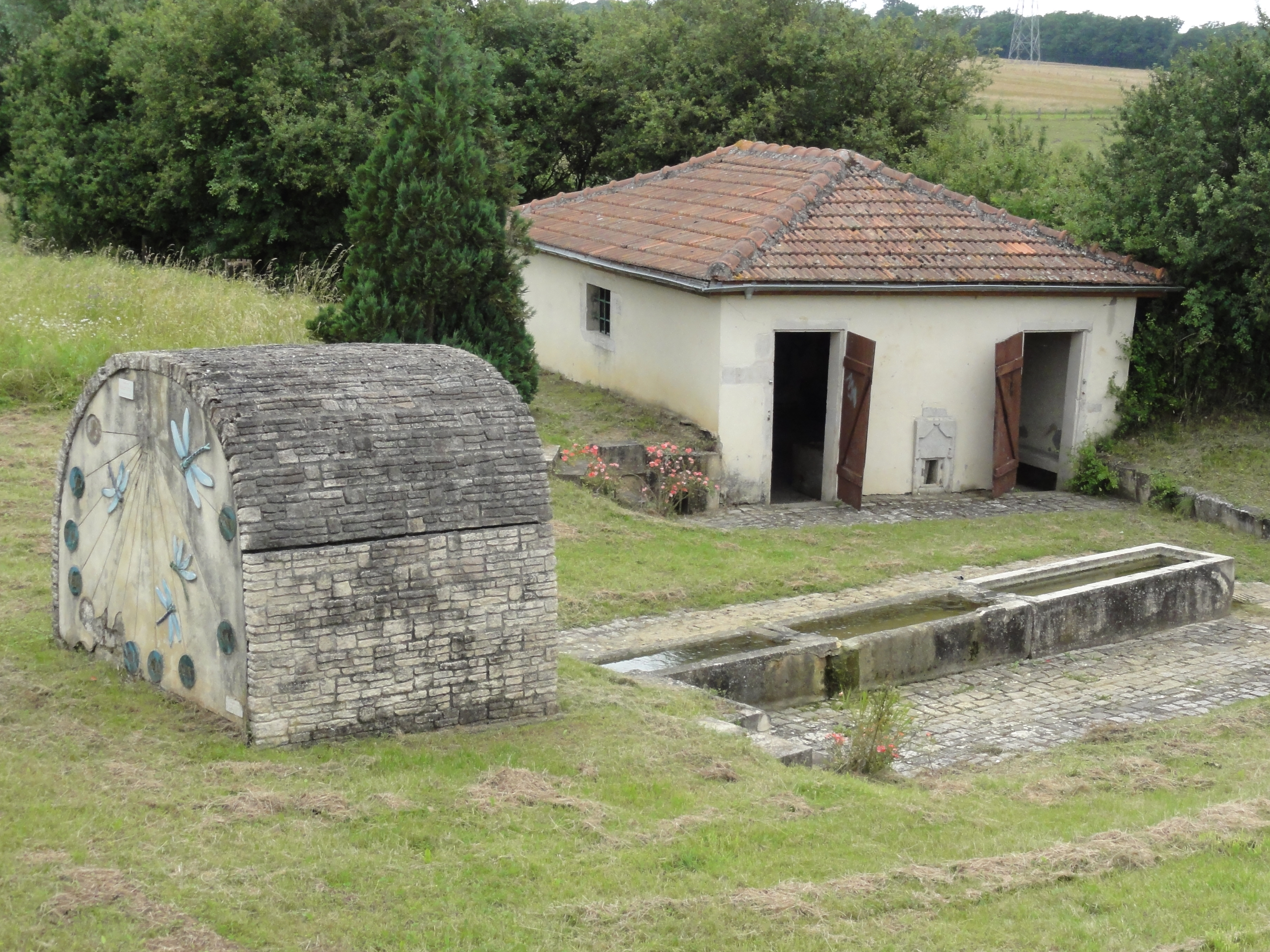
Lavoir et fontaine.
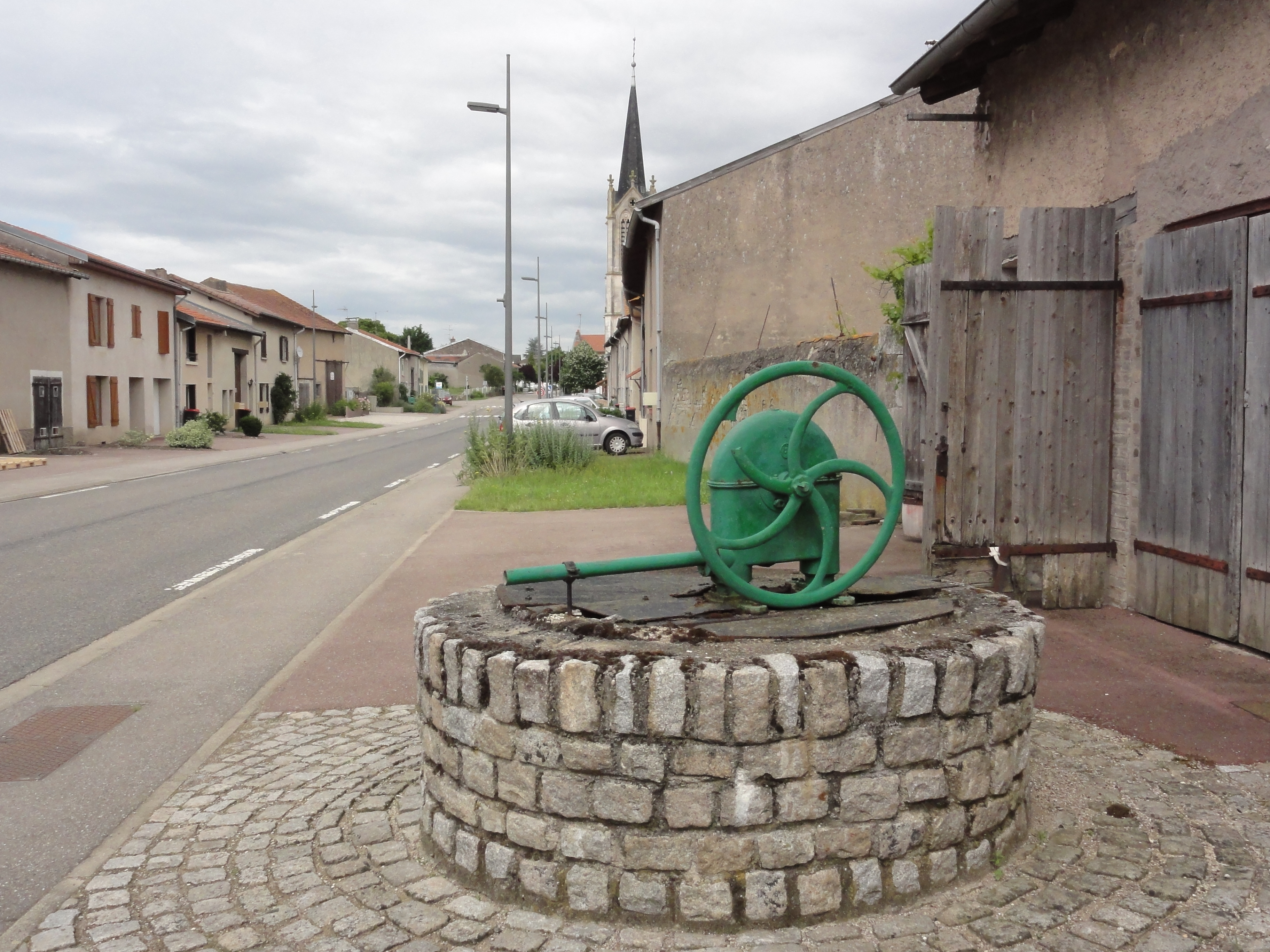
Pompe de la rue principale.

### Personnalités liées à la commune
- Charles Lambert, dit le Bon Père est né à Seichamps (54) le 1er janvier 1664 et décédé à Buissoncourt le 28 janvier 1710. Sous sa direction la paroisse de Buissoncourt s'est développée[27]. « Sa sainteté » était connue de tous aussi bien de ses confrères que des gens qui venaient prendre conseil auprès de lui. La population de Buissoncourt en garde toujours le souvenir. L'abbé Chatrian a été le premier biographe du Bon Père de Buissoncourt en 1772. Son manuscrit se trouve à la Bibliothèque diocésaine de Nancy
- Marie François Schacken (baron Marie François de Schacken)[55] est né à Buissoncourt le 19 mars 1793. Sur son acte de naissance, le nom est écrit Schaiken, sans particule. L'état civil indique que son père, Guillaume Schaiken exerce la profession de cultivateur et homme de loi[56](avocat). Son arrière-grand-père Pierre de Schacken originaire de Flandre arriva en Lorraine avec le duc Léopold. Étant baron de l'empire d'Allemagne, L'aïeul voit ses titres de noblesse reconnus par le duc Léopold le 15 décembre 1728. Son grand-père Antoine les fait enregistrer au greffe de la cour de Nancy le 26 août 1766[55]. Marie François De Schacken commence ses études de médecine à Nancy en 1806. En 1810 il est nommé médecin militaire et part pour la campagne de Russie. Il fait ensuite les campagnes de Saxe et de France en tant que chirurgien militaire. Il est le seul chirurgien du premier corps de la Grande Armée rescapé du passage de la Bérézina. Rentré en Lorraine, il est rattaché à l'hôpital militaire de Nancy. Il se rend ensuite à Paris pour terminer ses études. Le 1er juin 1819, il présente à la faculté de médecine de Paris une dissertation sur la fièvre traumatique en vue d'obtenir le grade de docteur en médecine[57]. Il s'établit ensuite à Nancy comme praticien. Curieusement, il vante les mérites de la saignée dans un article médical à propos du traitement « de la pustule maligne » alors que cette pratique est abandonnée depuis longtemps[58]. En 1832, il rédige une note médicale plusieurs fois citée à propos du choléra qui sévit alors en Lorraine, notamment à Velaine-en-Haye[59]. En 1866, il est médecin en chef de l’hôpital Saint-Charles à Nancy[60]. Il reçoit la croix de la Légion d'honneur le 4 juillet 1866 selon l'institut Napoléon. Il est fait chevalier de la Légion d'honneur par décret impérial du 14 juillet 1866 selon le bulletin du ministère de l'Intérieur[61]. Il décède à Nancy en 1876[62]. La Revue de l'Institut Napoléon, no 179, 1999, volume II, lui consacre un article.

### Héraldique
| Blason de Buissoncourt | Blason  | D'argent, à deux fasces ondées abaissées d'azur, à la crosse épiscopale de gueules mouvant de la pointe et brochant sur le tout, l'écu chapé de gueules, à deux croix de Lorraine d'or. |
| Blason de Buissoncourt | Détails | La commune a adopté ce blason en 1985. |

### Blason populaire
les habitants étaient surnommés « les rendremis » ce qui signifie les rendormis ; on les appelait également « les méchantes fômmes » parce que l'on prétendait qu'ils étaient «de mauvaises langues». Plus rarement, on parlait des habitants de Buissoncourt en les appelant «nos gens». Les habitants de Romémont étaient surnommés les « grands louvetiers »,.